# Ono Yoshifumi
Yoshifumi Ono (sinh ngày 22 tháng 5 năm 1978) là một cầu thủ bóng đá người Nhật Bản.

## Sự nghiệp câu lạc bộ
Yoshifumi Ono đã từng chơi cho Consadole Sapporo và Montedio Yamagata.